# خطبه طاووس
خطبه طاووس، خطبه‌ای است که علی بن ابیطالب در آن از شگفتی‌های آفرینش طاووس سخن می‌گوید.

## ساختار خطبه
سخنان علی بن ابی‌طالب در این خطبه را می‌توان به چهار بخش کلی تقسیم کرد:
1. علی ابتدا برای استدلال به وجود خدا به سراغ عجایب کائنات و شگفتی‌های آفرینش، علی‌الخصوص پرندگان رفته‌است.
2. او طاووس را از از بین پرندگان انتخاب و دربارهٔ آفرینش و شگفتی‌های آن صحبت کرده و در این میان بعضی از خرافات مردم را در این زمینه رد می‌کند.
3. به شگفتی‌های آفرینشِ حیواناتِ کوچک مثل مورچه می‌پردازد و آن‌ها را نشانه‌ای برای وجود خدا می‌شمارد.
4. وی در بخش پایانی خطبه و پس از اثبات وجود خدا، به معاد و ذکر قسمتی از ویژگی‌های بهشت پرداخته‌است.[۲]

## طاووس در کلام علی ابن ابی طالب علیه السلام
علی در ابتدا طاووس را به عنوان یکی از عجیب‌ترین پرندگانی که خدا آن را خلق کرده، می‌شمارد و سپس برای ترسیم ظاهر او چنین بیان می‌کند:
وَ مِنْ أَعْجَبِهَا خَلْقاً الطَّاوُسُ الَّذِی أَقَامَهُ فِی أَحْکَمِ تَعْدِیلٍ وَ نَضَّدَ أَلْوَانَهُ فِی أَحْسَنِ تَنْضِیدٍ بِجَنَاحٍ أَشْرَجَ قَصَبَهُ وَ ذَنَبٍ أَطَالَ مَسْحَبَهُ إِذَا دَرَجَ إِلَی الْأُنْثَی نَشَرَهُ مِنْ طَیِّهِ وَ سَمَا بِهِ مُطِلًا عَلَی رَأْسِهِ کَأَنَّهُ قِلْعُ دَارِیٍّ عَنَجَهُ نُوتِیُّهُ یَخْتَالُ بِأَلْوَانِهِ وَ یَمِیسُ بِزَیَفَانِهِ یُفْضِی کَإِفْضَاءِ الدِّیَکَةِ وَ یَؤُرُّ بِمَلَاقِحِهِ أَرَّ الْفُحُولِ الْمُغْتَلِمَةِ لِلضِّرَابِ أُحِیلُکَ مِنْ ذَلِکَ عَلَی مُعَایَنَةٍ لَا کَمَنْ یُحِیلُ عَلَی ضَعِیفٍ إِسْنَادُهُ …
و شگفت انگیزترِ آن پرندگان در آفرینش، طاووس است که آن را در استوارترین هیئت پرداخت، و رنگهای آن را به نیکوترین ترتیب مرتب ساخت، با پری که نای استخوانهای آن را به هم درآورد، و دُمی که کشش آن را دراز کرد. چون به سوی ماده پیش رود، آن دم در هم پیچیده را وا سازد و بر سر خود برافرازد، که گویی بادبانی است برافراشته و کشتیبان زمام آن را بداشته. به رنگهای خود می‌نازد، و خرامان خرامان دم خود را بدین سو و آن سو می‌برد و سوی ماده می‌تازد. چون خروس می‌خیزد و چون نرهای مست شهوت با ماده درمی‌آمیزد. این داستان که تو را گویم داستانی است از روی دیدن، نه چون کسی که روایت کند، بر اساس حدیثی ضعیف شنیدن …

## جایگاه خطبه
اهمیت و جایگاه این خطبه به قدری است که اکنون و بعد از حدود هزار و چهارصد سالی که از بیان آن می‌گذرد، بارها به زبان‌های مختلف مورد تحقیق، تفسیر و بررسی قرار گرفته و به عنوان موضوع چندین گزارش، مقاله و پایان‌نامه نیز انتخاب شده‌است.